# Étaules, Charente-Maritime

Étaules este o comună în departamentul Charente-Maritime, Franța. În 1 ianuarie 2022 avea o populație de 2.763 de locuitori.